# Miskolczi Csulyak Gáspár
Miskolczi Csulyak Gáspár (Olaszliszka, 1627. április 5. – Székelyudvarhely, 1696. március 5. vagy 1699) református lelkész.

## Élete
Miskolczi Csulyak István olaszliszkai lelkész, zempléni esperes fia volt. Apja halálakor, 1646-ban már Sárospatakon tanult, ahonnan 1651 februárjában eltávolították egy Tolnai Dali János elleni állítólagos árulkodás miatt. 
Tanulmányait külföldön, az utrechti és a franekeri egyetemen folytatta, ahol latint, görögöt, németet és filozófiát tanult. 1654-ben Utrechtben adta ki doktori értekezését Angliai Independentismus : avagy Az Ecclésiai fenyitékben, és a külsö Isteni tiszteletre tartozó jó rendtártasokban, minden Reformata Ecclesiaktól különözö fejetlen lábság címmel, melyben a puritanizmus ellen foglalt állást. A 150 oldalas munka indulatos, már-már gyűlölködő hangvételű; ebben apja puritánellenes mintáját követi. A szöveg első része összefoglalja az anglikán egyház történetét az alapítástól a Csulyak által „keresztyén vért szomjúhozó Jezábel”-nek nevezett I. Mária uralmáig. A mű megjelenése után alig nyolc nappal látott napvilágot Telkibányai P. István válasza, az Angliai Puritanismus, Avagy Kiválképpen való Tudományok azoknak, kik Angliában a Puritánusok között (a mint közönségesen neveztetnek) legkeményebbeknek tartatnak. Melly ennek előtte Deák nyelven kibotsáttatott Amesius Willyam Szent irás magyarázó Doctor által.
Hazatérve Thököly István nevelője lett, majd lelkészként tevékenykedett. 1658 és 1665 között Ónodon, 1665-től 1673-ig Bodrogkeresztúron szolgált. Innen Lorántffy Zsuzsanna halála után az új kegyúr, a katolikus Báthory Zsófia elmozdíttatta hivatalából. Ezt követően Szilágysomlyón, 1686-tól Nagybányán volt pap. Az ellenreformáció miatt 1689-ben innen is távoznia kellett. Először Teleki Mihály görgényi házában lakott, de állása nem volt. Ebben az időszakban fordította le Wolfgang Franz latin nyelvű természetrajzát Egy jeles Vad-Kert címmel, amely 1702-ben Lőcsén jelent meg nyomtatásban. 
1691-től Magyarigenben, 1695-től Székelyudvarhelyen lett lelkész. 1665-től a székelyudvarhelyi egyházmegye esperesi tisztségét is betöltötte.
Felesége Szentjóby Sára, majd az ő halála után Makay Zsuzsa volt. Házasságaiból hét gyermek született, közülük Miskolci Csulyak Ferenc nyomdászként szerzett ismertséget. 

## Műveinek újabbkori kiadásai
- Egy jeles vad-kert avagy Az oktalan állatoknak historiája; vál., sajtó alá rend., utószó Stirling János; Magvető, Bp., 1983 (Magyar hírmondó)
- Egy jeles vad-kert, avagy Az oktalan állatoknak, úgymint (1) a' négy lábúaknak, (2) a' madaraknak, (3) az halaknak, (4) a' tsúszó-mászó állatoknak, (5) a' bogaraknak, öt könyvekbe foglaltatott tellyes historiája. Franzius Farkas által deák nyelven irattatott; hasonmás kiad.; Kossuth, Bp., 2005 (Amor librorum)